# Ямне (Охтирський район)
Я́мне — село в Україні, у Великописарівській громаді Охтирського району Сумської області. Площа — 710 га. Населення становить 1640 осіб. За словами старости, після масованих обстрілів з Ямненського округу виїхало близько половини людей. Колишній орган місцевого самоврядування — Ямненська сільська рада.

## Географія

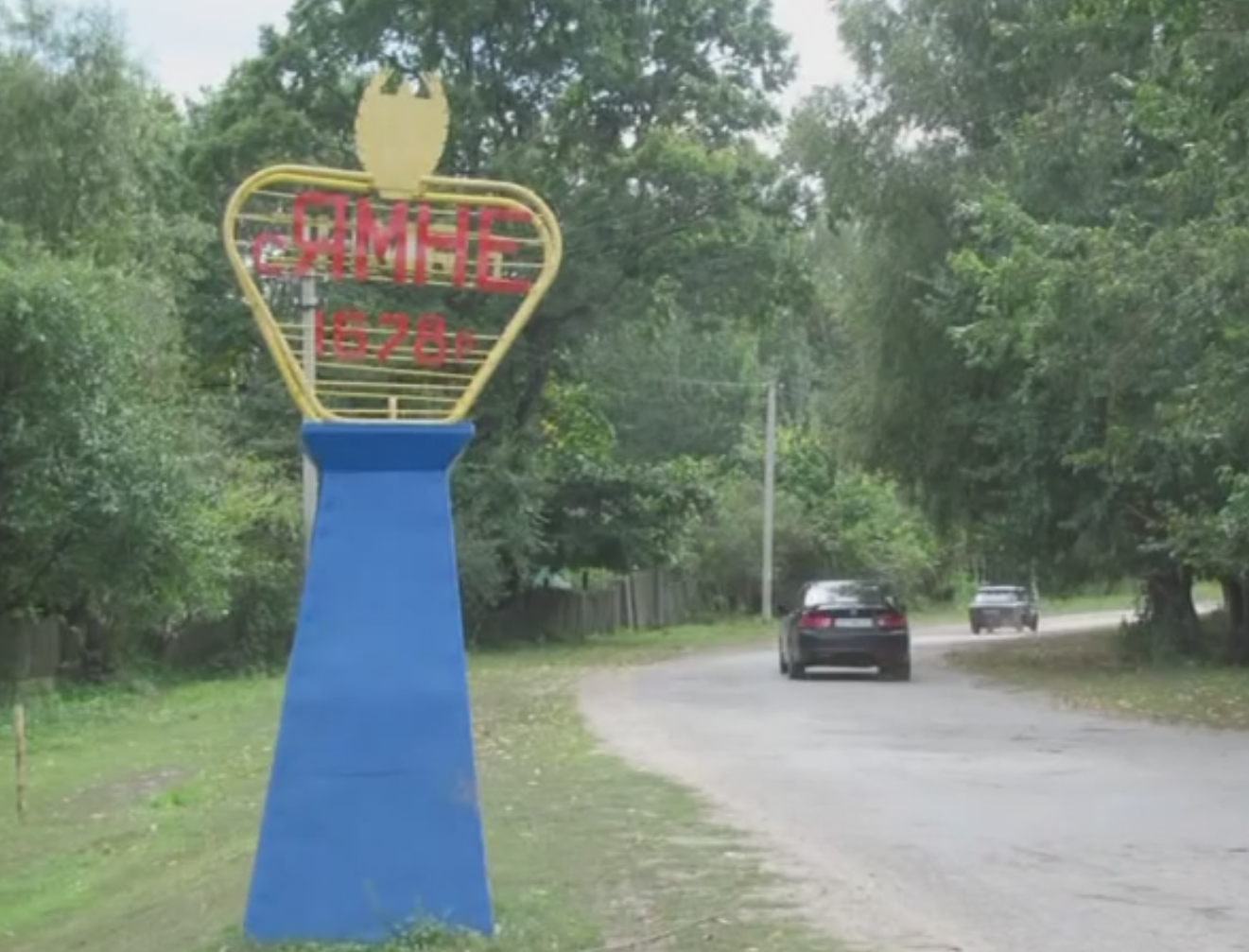
На в'їзді в село

Село Ямне знаходиться на лівому березі річки Ворскла, вище за течією на відстані 3 км розташований смт Велика Писарівка, нижче за течією на відстані 2,5 км розташоване село Сидорова Яруга, на протилежному березі — село Вільне. Річка в цьому місці звивиста, утворює лимани, стариці й заболочені озера. Поруч проходять автомобільні дороги Т 1901 і Т 1705.
Село знаходиться за 25 км від залізничної станції Кириківка.
В селах Спірне і Копійки проживають «вихідці» з Ямного.

## Походження назви
З приводу походження назви села існує дві гіпотези. Перша полягає в тому, що якщо подивитись в бік Ямного з Вільного, то найбільш заселена на час заснування територія, названа Замок, знаходилась ніби в ямі. Вільняни й назвали цю місцевість «яма».
За іншою гіпотезою назва Ямне, можливо, пішла від того, що перші поселенці жили спочатку в землянках «ямах». Але імовірніша перша версія.

## Історія
З ініціативи російського уряду на початку ХУІІ століття на південній околиці російської держави було збудовано так звану «Бєлгородську оборонну лінію» 800 км завдовжки з центром у Бєлгороді, для захисту від кримських і ногайських татар. З того часу і стали активно селитись люди в цій місцевості, тікаючи від розорення турками й татарами. Переселенці в 50-х роках ХУІІ століття переселенці заснували населені пункти — Суми, Лебедин, Боромлю, Тростянець та інші. В 60-і роки виникла Велика Писарівка, Миропілля, Кириківка, Славгород.
Група переселенців у складі 106 сімей, яку очолював Василь Павлов, прибула на територію Великописарівського району. Причину свого переселення пояснювали просто: втікали від розорення турецькими та кримськими військами. Цими переселенцями в 1678 році й було засноване село Ямне.
Село Ямне було українським поселенням і входило до складу Охтирського слобідського українського полку. В Ямному протягом всього його розвитку не було поміщика. Ямняни були державними й особисто вільними. Село очолювали й порядкували в ньому отамани. На цю посаду призначали когось із місцевих «благодійних», з полку начальства і заможних людей.
1680 року село було повністю спалене. Жителів забрано в полон і продано на невільницьких ринках. Ямняни звернулись з проханням виділити їм землі для обробітку, дозволити будувати млини на Ворсклі, а також звільнити від служби та податків.
Відомості з подальшої історії дуже бідні та уривчасті, село впродовж віків залишалося неписьменним, ніхто не занотовував того, що відбувалося, не вів щоденників, і минуле Ямного відходило для нащадків у непам'ять, ніби його і не було.
У середині XVIII століття Ямне мало статус сотенної слободи Охтирського козацького полку, користувалося власною печаткою з гербом. Останнім ямненським (у тогочасних документах — «ємненським») сотником у першій половині 1760-х рр. був Олексій Карпов. За даними на 1779 рік Ямне — державна військова слобода Богодухівського повіту Харківського намісництва, що мала 817 мешканців (781 «військового обивателя» і 36 «власницьких підданих»); у слободі було «заборонено винокуріння та продаж вина».
За статистичними даними 1864 року, Ямне — казенна слобода Богодухівського повіту Харківської губернії, що мала на той час 1 церкву, 427 дворів, 1316 мешканців чоловічої статі і 1359 мешканців жіночої статі. Станом на кінець XIX століття (за даними «Енциклопедичного словника Брокгауза і Єфрона») слобода Ямне мала вже близько 4000 мешканців; серед промислів слободи згадувалися «ярмарок, крамниці, торгівля хлібом, плодове садівництво».
Село постраждало внаслідок геноциду українського народу, проведеного окупаційним урядом СРСР 1932—1933 та 1946–1947 роках.
12 червня 2020 року, відповідно до розпорядження Кабінету Міністрів України № 723-р «Про визначення адміністративних центрів та затвердження територій територіальних громад Сумської області», село увійшло до складу Великописарівської селищної громади.
19 липня 2020 року, в результаті адміністративно-територіальної реформи та ліквідації Великописарівського району, увійшло до складу новоутвореного Охтирського району.

## Сьогодення
В селі Ямному розташовані: ФГ «Бриз ВЛКОМ», «Фортуна», «Найрамдал», ТОВ а/ф «Мрія», амбулаторія загальної практики сімейної медицини, загальноосвітня школа 1-Ш ступенів, будинок культури, бібліотека, дитячий садок, поштове відділення, 8 торгових точок.
В селі Спірному розташовані: ФГ «Бантов», школа 1 ступеня, фельдшерський пункт, одна торгова точка.

## Населення

### Мова
Розподіл населення за рідною мовою за даними :
| Мова       | Кількість | Відсоток |
| ---------- | --------- | -------- |
| українська | 1549      | 94.45%   |
| російська  | 90        | 5.49%    |
| румунська  | 1         | 0.06%    |
| Усього     | 1640      | 100%     |

## Пам'ятки

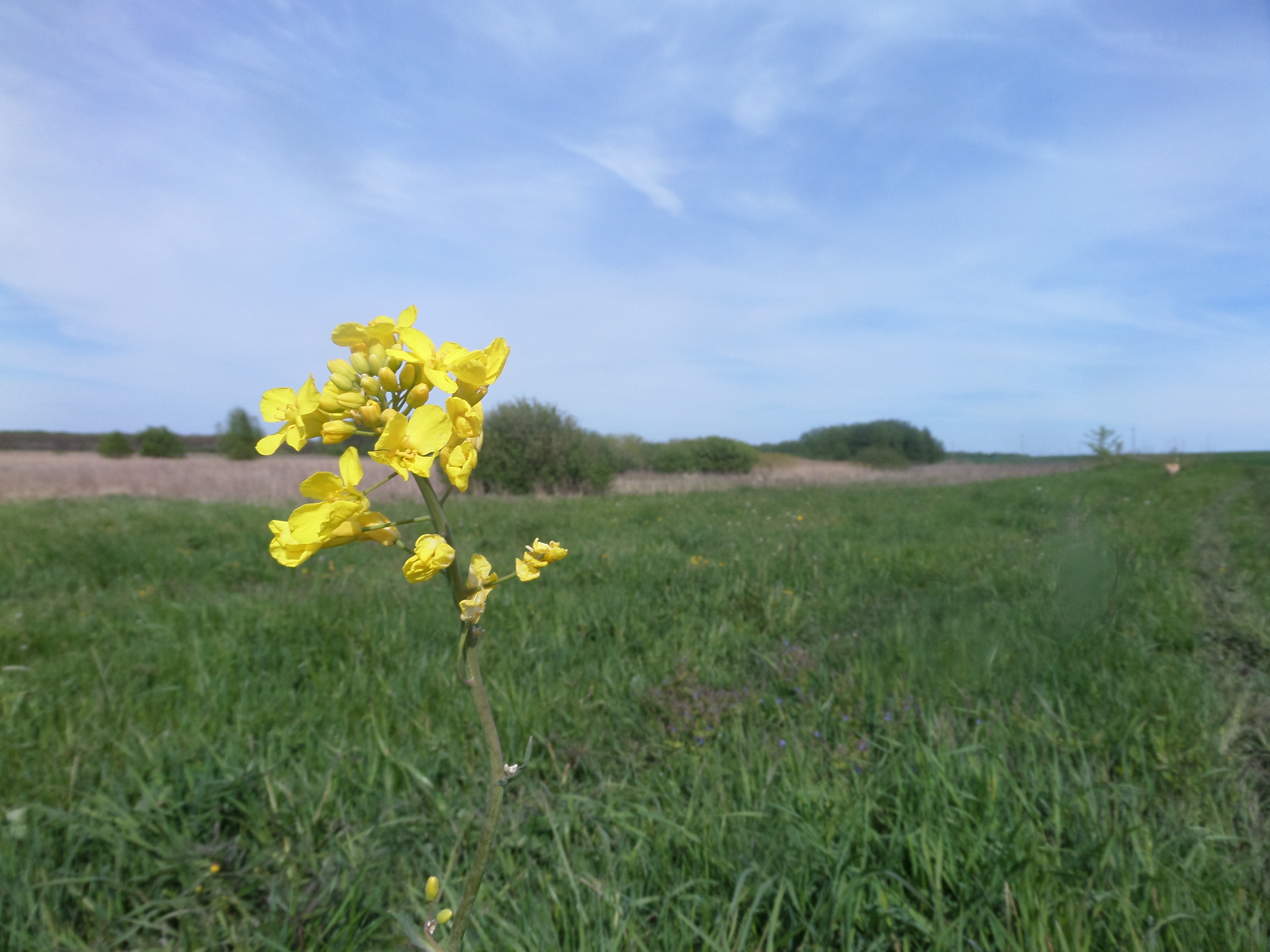
Заказник Ямний

- «Ямний» — гідрологічний заказник місцевого значення (у складі Гетьманського НПП).

## Відомі люди
Уродженцями села є:
- І. О. Мусієнко (1915—1989) — генерал-майор авіації, Герой Радянського Союзу.
- Рибалка Сергій Олександрович — український футболіст, півзахисник збірної України та турецького клубу «Сівасспор», чемпіон України 2015 та 2016 років.
- Сапухін Павло Андрійович — український педагог, краєзнавець.

## Цікаві факти
- В селі дітей лякають Ре́вою. Мешкає на городі, в бур’янах чи хащах. Застерігали, щоб діти не толочили городину, не обривали даремно плоди[6]